# Charles Normand (auteur)
Pour les articles homonymes, voir Charles Normand (homonymie) et Normand (homonymie).
Charles Normand est un écrivain français, né le 1er août 1848 à Saint-Germain-en-Laye, et mort dans cette même ville le 1er février 1915.
Sa thèse en latin sur Benjamin Priolo (1602-1667) fut publiée à Lyon en 1883.
Docteur ès lettres, il fut professeur agrégé d'histoire à Paris, au lycée Condorcet, ainsi qu'au lycée Michelet de Vanves.

## Publications
- Étude sur les relations de l'État et des communautés aux XVIIe et XVIIIe siècles. Saint-Quentin et la royauté, Paris, H. Champion, 1881.
- De Benjamini Prioli vita et scriptis, Lugduni, Pitrat, 1883 [lire en ligne].
- La revanche des bêtes, Paris, Lecène, Oudin, 1889 [lire en ligne].
- Bisette, Paris, Lecène, Oudin et Cie, 1891.
- L'Émeraude des Incas, illustré par Émile Mas, A. Colin, 1892.
- Le 14 juillet de Moumoutte, Une conversion difficile, Paris, Lecène, Oudin et Cie, 1895.
- Monluc, Paris, Société française d'imprimerie et de librairie, 1897 [lire en ligne].
- Les amusettes de l'histoire, Paris, A. Colin, 1906.
- Le Triomphe de Bibulus, illustré par Christophe [Georges Colomb], Paris, Armand Colin, 1907.
- La bourgeoisie française au XVIIe siècle, Paris, F. Alcan, 1908.